# Kamaboko
Kamaboko (蒲鉾?), en japonés es un producto obtenido al procesar pescado. Su nombre significa pastel de pescado. Es una variedad del producto procesado y rosado denominado surimi (el marisco artificial japonés por excelencia), en el cual varios pescados blancos se hacen puré, y después se cuecen al vapor hasta que son cocinados completamente, consiguiendo una textura uniforme. Los panes cocidos al vapor después se rebanan y se sirven fríos con varias salsas, en las que se sumergen, o como acompañantes de varias sopas, comidas de un plato, o tallarines calientes. El kamaboko se vende típicamente en forma semicilíndrica. Algunos kamabokos se hacen de modo que una rebanada parezca una figura. El patrón más común es una espiral simple (denominada "naruto", en referencia a un torbellino en el mar cercano de la ciudad japonesa de Naruto) y suele emplearse como aderezo en el ramen.
Aunque el kamaboko se está volviendo cada vez más común fuera de Japón (como lo fue primero el sushi), uno de los nombres dados en los países europeos y americanos al kamaboko es "pasta de pescado".
El kamaboko de cubierta roja y el kamaboko blanco se sirven típicamente en las comidas de celebración y los días de fiesta, pues los colores rojos y blanco se consideran en Japón que traen buena suerte.
El kamaboko se ha hecho en Japón desde el siglo XIV d. C. y ahora se puede encontrar en casi todo el mundo. El supuesto producto de carne de cangrejo kanikama (abreviación de kani-kamaboko) es el surimi más conocido en el Oeste, que es un tipo de kamaboko. En Japón, el chīkama (cheese (queso) más kamaboko) se vende comúnmente en almacenes especializados como comida enlatada.